# Hrabstwo Jackson (Minnesota)

Piramida wieku hrabstwa

Hrabstwo Jackson – hrabstwo w USA w południowej części stanu Minnesota. Siedzibą władz hrabstwa jest miasto Jackson. Według danych z roku 2005 zamieszkiwało je 11 182 mieszkańców, z czego 97,07% stanowią biali. Nazwa hrabstwa pochodzi od nazwiska Andrew Jacksona, w latach 1829–1837 pełniącego obowiązek 7. prezydenta USA z ramienia Partii Demokratycznej.

## Warunki naturalne
Hrabstwo zajmuje obszar 1863 km² (719 mi²), z czego 1817 km² (702 mi²) to lądy, a 46 km² (18 mi²)  wody. Graniczy z 7 innymi hrabstwami:
- Hrabstwo Cottonwood (północ)
- Hrabstwo Watonwan (północny wschód)
- Hrabstwo Martin (wschód)
- Hrabstwo Emmet (południowy wschód)
- Hrabstwo Dickinson (południe)
- Hrabstwo Osceola (południowy zachód)
- Hrabstwo Nobles (zachód)

### Główne szlaki drogowe
| - Interstate 90 - U.S. Highway 71 - Minnesota State Highway 60 | - Minnesota State Highway 86 - Minnesota State Highway 264 |

## Demografia
Według spisu z 2000 roku hrabstwo zamieszkuje 11 268 osób, które tworzą 4556 gospodarstw domowych oraz 3116 rodzin. Gęstość zaludnienia wynosi 6 osób/km². Na terenie hrabstwa jest 5092 budynków mieszkalnych o częstości występowania wynoszącej 3 budynki/km². Hrabstwo zamieszkuje 97,07% ludności białej, 0,09% ludności czarnej, 0,12% rdzennych mieszkańców Ameryki, 1,38% Azjatów, 0,97% ludności innej rasy oraz 0,38% ludności wywodzącej się z dwóch lub więcej ras, 1,86% ludności to Hiszpanie, Latynosi lub inni. Pochodzenia niemieckiego jest 51,9% mieszkańców, a 14,1% norweskiego.
W hrabstwie znajduje się 4556 gospodarstw domowych, w których 29,8% stanowią dzieci poniżej 18. roku życia mieszkający z rodzicami, 60% małżeństwa mieszkające wspólnie, 5,4% stanowią samotne matki oraz 31,6% to osoby nie posiadające rodziny. 28,5% wszystkich gospodarstw domowych składa się z jednej osoby oraz 13,4% żyję samotnie i jest powyżej 65. roku życia. Średnia wielkość gospodarstwa domowego wynosi 2,4 osoby, a rodziny 2,95 osoby.
Przedział wiekowy populacji hrabstwa kształtuje się następująco: 24,5% osób poniżej 18. roku życia, 7% pomiędzy 18. a 24. rokiem życia, 25,3% pomiędzy 25. a 44. rokiem życia, 22,6% pomiędzy 45. a 64. rokiem życia oraz 20,5% osób powyżej 65. roku życia. Średni wiek populacji wynosi 41 lat. Na każde 100 kobiet przypada 100,6 mężczyzn. Na każde 100 kobiet powyżej 18. roku życia przypada 99,3 mężczyzn.
Średni dochód dla gospodarstwa domowego wynosi 36 746 dolarów, a średni dochód dla rodziny wynosi 43 426 dolarów. Mężczyźni osiągają średni dochód w wysokości 29 123 dolarów, a kobiety 20 850 dolarów. Średni dochód na osobę w hrabstwie wynosi 17 499 dolarów. Około 5,2% rodzin oraz 8,6% ludności żyje poniżej minimum socjalnego, z tego 11% poniżej 18 roku życia oraz 8,4% powyżej 65. roku życia.

## Miasta

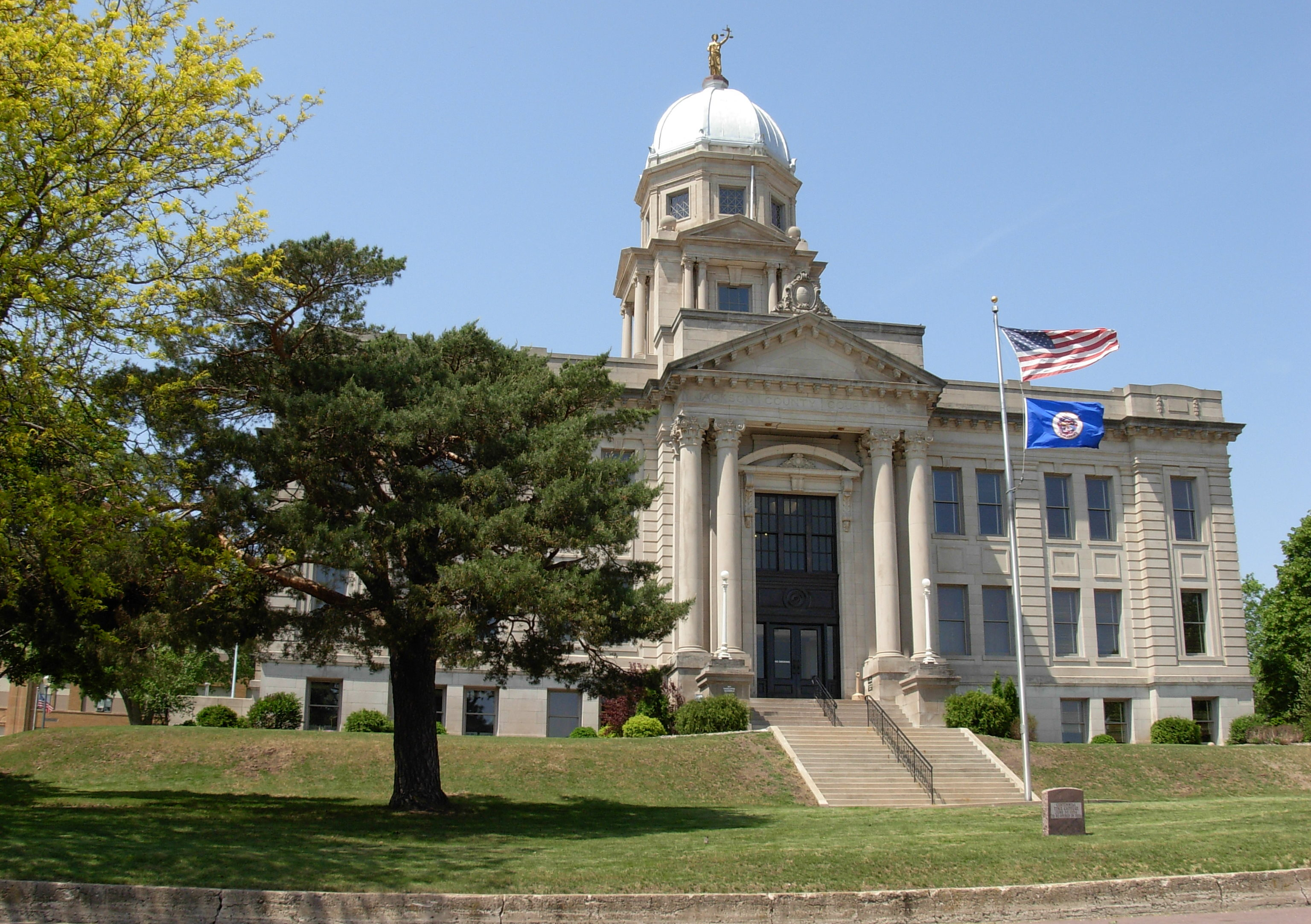
Gmach sądu hrabstwa Jackson w mieście Jackson.

- Alpha
- Fish Lake (CDP)
- Heron Lake
- Jackson
- Lakefield
- Okabena
- Wilder